# Volkswagen Polo Sedan (2010)
Volkswagen Polo Sedan (рус. Фольксва́ген По́ло Седа́н) — легковой автомобиль, производимый с 2010 года по полному циклу, со сваркой и окраской кузова, на заводе фирмы Volkswagen под Калугой. Является моделью с кузовом седан в семействе Volkswagen Polo V.
Polo Sedan был первым в истории фирмы автомобилем, специально разработанным для России. При его проектировании учитывались климатические условия эксплуатации, состояние дорог и качество топлива. Прототипы автомобиля прошли длительный цикл дорожных испытаний в различных регионах страны. В результате Polo Sedan получил оцинкованный в местах, наиболее подверженных коррозии, кузов, неприхотливый двигатель и усиленную подвеску.
Весной 2010 года первые образцы автомобиля были продемонстрированы на закрытом показе российским журналистам, в начале лета состоялась официальная презентация автомобиля в Москве, а 10 сентября он поступил в продажу.
В 2015 году был произведен рестайлинг. Изменился дизайн фар, решетки радиатора, бамперов. В салон были установлены более удобные сиденья, заменён руль, появилась возможность установки усовершенствованных медиа-систем.
Несмотря на общее с европейским хетчбэком название и внешнее сходство, Polo Sedan имеет кузов большего размера, с более вместительным салоном, изменённую ходовую часть, и потому считается отдельной моделью в семействе Volkswagen Polo V.  После ухода хетчбэка с российского рынка, оставшийся седан было принято называть просто Volkswagen Polo.
В июне 2020 года начался выпуск нового поколения Volkswagen Polo для российского рынка, на смену седану пришёл лифтбек с аналогичным названием. Он разрабатывался одновременно с Škoda Rapid 2020 модельного года, и фактически является его близнецом, созданным на той же платформе Volkswagen Group New A05+ (PQ25). Модели имеют схожие габариты кузова, множество одинаковых узлов, агрегатов, позиций оснащения.
Следует заметить, что на базе Polo четвёртого поколения уже выпускался автомобиль под названием Polo Sedan. Присутствовали седаны в гамме Volkswagen Polo и ранее, но они имели другие наименования, в гамме моделей первого и второго поколений это был Derby, а у третьего поколения — Polo Classic.

## Polo Sedan

### Кузов и оборудование

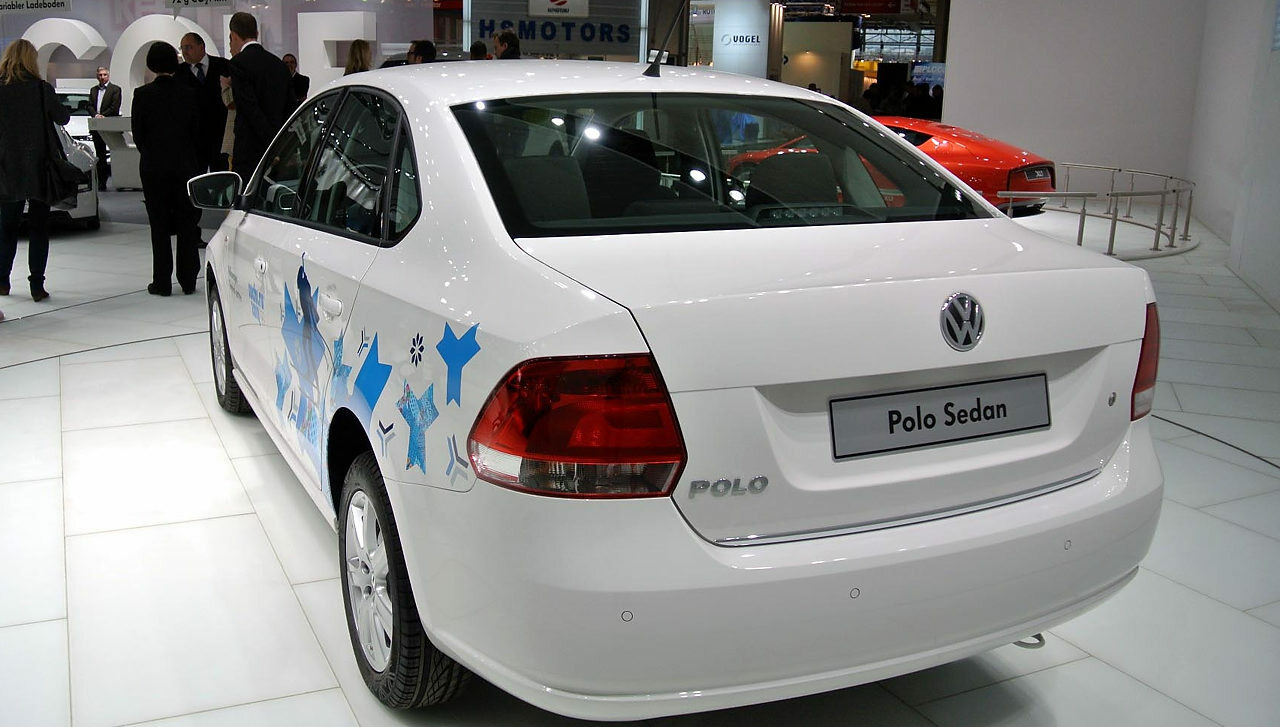
Фирменная черта Polo Sedan — ломаный вырез багажника.

У Polo Sedan, по сравнению с хетчбэком, выше линия капота, сильнее наклонено лобовое стекло, он немного шире и имеет большую колёсную базу.
Кузов автомобиля несущий цельнометаллический с навесными дверями, капотом, крышкой багажника и передними крыльями. Все детали, подверженные коррозии, оцинкованы и имеют гарантированную 12-летнюю защиту от ржавления. Для получения жёсткой конструкции передние и задние лонжероны, центральные стойки и каркас порогов выполнены из высокопрочной стали. Наклонные брусья в дверях эффективно предохраняют пассажиров при боковом столкновении. Все модели стандартно оснащены двумя передними подушками безопасности, по заказу могут быть установлены боковые подушки безопасности спереди. Все места, в том числе три задних, оборудуются подголовниками и ремнями безопасности. Имеются крепления для детских сидений ISOFIX, на задней полке установлены специальные петли для верхнего ремня крепления детского кресла (top-tether). Сиденье водителя стандартно имеет регулировку по высоте, по заказу оба передних сидения могут оборудоваться подогревом и карманами сзади. Заднее сиденье складывается целиком или по частям, на более дорогих версиях. Багажник отпирается кнопкой из салона или ключом снаружи, его объём составляет 460 литров, под полом багажника находится полноразмерное запасное колесо. В салоне, помимо перчаточного ящика, имеются места для хранения мелочей под передней консолью, в передних и задних дверях и, если установлен подлокотник между передними сиденьями, под его крышкой.

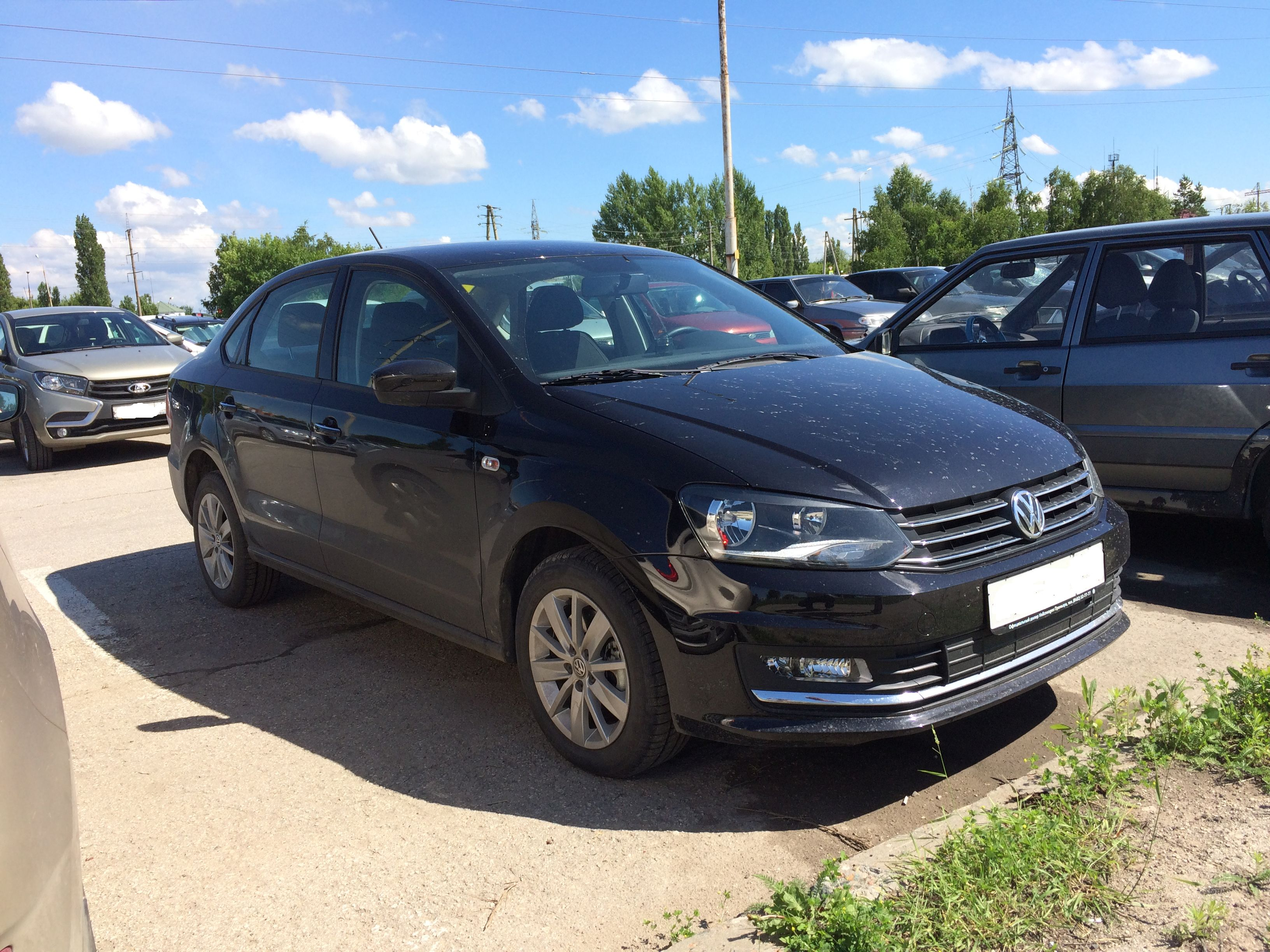
2015 Polo Sedan после модернизации

В мае 2015 года в России был представлен обновлённый автомобиль. Внешний вид нового Polo Sedan стал солиднее, у него появились новые передний и задний бамперы, новая светотехника, изменённая решётка радиатора и капот, эмблема теперь не врезается в кромку капота. Впервые стали доступны биксеноновые фары и светодиодные дневные ходовые огни, добавлена функция подсветки поворота противотуманными фарами. Кроме того, в отдельных комплектациях новый автомобиль может оснащаться омывателями фар, а также складывающимися наружными зеркалами и передним парктроником.
Появились новые расцветки салона, новые варианты обивки сидений, новое, усечённое снизу рулевое колесо и более элегантная консоль спереди. Улучшена шумоизоляция передней панели, дверей и колёсных арок. На крышке багажника появилась кнопка открывания, ранее он открывался только из салона или ключом.
В феврале 2016 года специально для России был расширен пакет адаптации к зимним условиям. Теперь он включает аккумуляторную батарею повышенной ёмкости и более мощный стартер, что позволяет запускать двигатель при температуре до -36 градусов. Для модели стали доступны мультимедийные системы нового поколения, а базовая версия со 110-сильным двигателем теперь стандартно оборудуется задними дисковыми тормозами.
В мае 2016 года была представлена спортивная версия автомобиля, Polo GT. Новая модель комплектуется бензиновым двигателем с турбонаддувом мощностью 125 л. с. и шестиступенчатой механической или семиступенчатой автоматической коробками передач. На автомобиль устанавливаются спортивные бамперы, расширители порогов, решётка радиатора с сотовой структурой, двойная выхлопная труба, а также, новые легкосплавные колёса, затемнённые задние фонари и задний спойлер. В салоне — кожаный спортивный руль, новая обивка сидений, алюминиевые накладки на педали.

### Двигатели и трансмиссия
Расположенный спереди поперечно вертикально четырёхцилиндровый атмосферный бензиновый двигатель серии E111 с заводским обозначением CFNA имеет рабочий объём 1,6 литра и развивает мощность 105 л. с. В блоке цилиндров двигателя из алюминиевого сплава размещены тонкостенные чугунные гильзы цилиндров. Полноопорный коленчатый вал с помощью цепи приводит во вращение два распредвала, расположенные в головке блока (DOHC). Один распредвал приводит в движение впускные клапаны, другой — выпускные, всего по четыре клапана на цилиндр. Двигатель имеет жидкостную систему охлаждения с принудительной циркуляцией за счёт центробежного насоса, который с помощью поликлинового ремня приводится от коленчатого вала. Полнопоточная система смазки под давлением питается от расположенного в картере масляного насоса с внутренним зацеплением шестерён, который приводится цепью от коленчатого вала. Впрыск топлива осуществляется во впускной коллектор с помощью электронно управляемых форсунок. Подача топлива к форсункам происходит от единой топливной рампы. Отработавшие газы двигателя выводятся с помощью выпускного коллектора, совмещённого с каталитическим нейтрализатором (катколлектор).
С начала 2014 года появилась возможность заказать автомобиль с дефорсированный мотором мощностью 85 л. с. Конструкция двигателя полностью идентична 105-сильной версии, изменение мощности достигается корректировкой программы управления. Автомобили с таким двигателем попадают в льготную налоговую категорию в России.
От двигателя вращение передаётся, с помощью однодискового сухого сцепления с гидроприводом, на коробку передач. Механическая пятиступенчатая коробка передач модели 02T выполнена по двухвальной схеме с синхронизаторами на всех передачах. Привод коробки от рычага управления, расположенного между передними сидениями, осуществляется с помощью тросового механизма. Коробка объединена в едином картере с дифференциалом, от которого вращение с помощью валов привода неравной длины передаётся на передние колёса. Внутренние шарниры приводов типа Трипод, наружные — типа Рцеппа-Лебро.
Автомобиль может оснащаться автоматической гидромеханической шестиступенчатой трансмиссией фирмы Aisin типа TT60SN, имеющей заводское обозначение Volkswagen 09G. Трансмиссия скомпонована по традиционной схеме и имеет гидротрансформатор с муфтой блокировки, планетарный редуктор с ленточными тормозами и электрогидравлическую систему управления. Особенностью трансмиссии является возможность ручного переключения передач за счёт перемещения рычага выбора передач вперёд или назад.
С ноября 2015 года на автомобиль стали устанавливать новые двигатели серии EA211 рабочим объёмом 1,6 литра и мощностью 90 и 110 л. с. Они приспособлены к установке на автомобили, построенные на модульной платформе MQB, имеют стандартное установочное положение и унифицированные места подсоединения систем. Особенностью конструкции двигателя является головка блока цилиндров, объединённая с выпускным коллектором, модульная конструкция корпуса распредвалов и привод газораспределительного механизма зубчатым ремнём. Двигатели производятся на вновь построенном заводе под Калугой, расположенном рядом с автосборочным предприятием.

### Ходовая часть
На автомобиле применяется передняя подвеска с качающейся стойкой типа Макферсон со штампованными поперечными рычагами, прикреплёнными к подрамнику и со стабилизатором поперечной устойчивости. Сзади — традиционная для автомобилей такого класса полунезависимая подвеска со скручивающейся Н-образной балкой. На Polo Sedan применена более простая и дешёвая, но более прочная и надёжная, по сравнению с хетчбэком конструкция: гнутая поперечная балка постоянного сечения соединена с продольными рычагами с помощью приварных треугольных косынок. Амортизаторы размещены отдельно от пружин в задней части продольных рычагов.
Все автомобили стандартно оснащаются реечным рулевым механизмом с электроусилителем, складывающейся при аварии рулевой колонкой, которая регулируется по вылету и углу наклона.
В двухконтурной, с диагональным разделением, тормозной системе с гидроприводом и усилителем спереди применяются дисковые тормозные механизмы с вентилируемыми дисками, а сзади — барабанные тормоза (только на машинах с двигателями 90 л.с). На все версии, устанавливается антиблокировочная система (ABS), по заказу может быть установлена система управления курсовой устойчивостью (ESP).

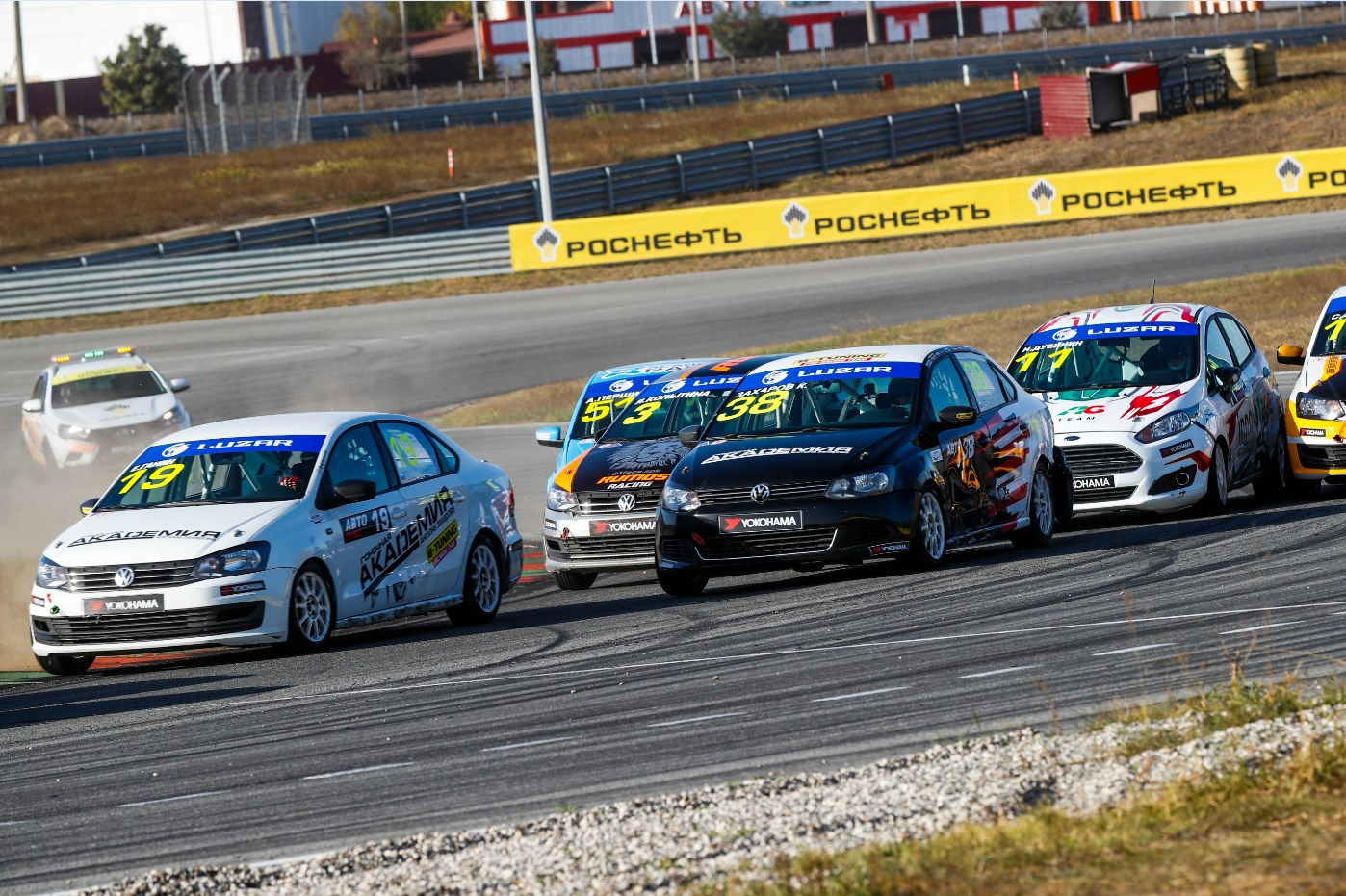
Volkswagen Polo Sedan на трассе кольцевых автогонок

### Безопасность
| ARCAP                                                                 |                   |
|                                                                       |                   |
| Безопасность пассажиров (фронтальный удар)                            | 14,3 баллов из 16 |
| Протестированная модель: Volkswagen Polo, четырехдверный седан (2010) |                   |

## Volkswagen Vento и Škoda Rapid

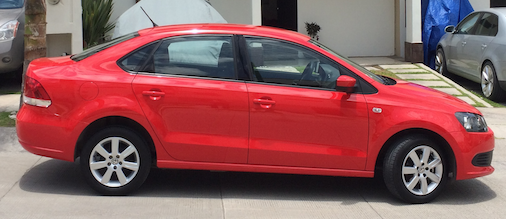
VW Vento из Индии

В начале августа 2010 года такой же автомобиль, как Polo Sedan под названием Vento начали производить на заводе Volkswagen в индийском городе Пуна. Осенью 2013 года сборка Polo Sedan началась в Малайзии на заводе местной промышленной группы DRB-HICOM. После модернизации автомобиля весной 2016 года, он, также, стал называться Vento.
Индийский Vento, помимо 1,6-литрового мотора, комплектуется также 1,2-литровым бензиновым турбодвигателем (TSI) мощностью 105 л. с. и 1,5-литровым турбодизелем (TDI) мощностью 110 л. с.
Кроме того, с 2011 года в Индии производится местная версия Škoda Rapid, являющаяся по сути перелицованным Volkswagen Polo Sedan.

## Производство и продажи
Автомобиль понравился российским покупателям, очередь на первые автомобили растянулась на полгода, а уже через два года, осенью 2012, был продан 100-тысячный автомобиль. Ещё через полтора года, весной 2014, был продан 200-тысячный экземпляр в России. В мае 2016 года покупателю был передан 350-тысячный автомобиль, а в марте 2017 года был произведён 400-тысячный автомобиль.
| Продажи в России | Продажи в России |
| ---------------- | ---------------- |
| 2010             | 7 710            |
| 2011             | 47 491           |
| 2012             | 69 385           |
| 2013             | 72 565           |
| 2014             | 58 953           |
| 2015             | 45 390           |
| 2016             | 47 602           |
| 2017             | 48 595           |
| 2018             | 59 450           |

## Комментарии
1. ↑  Технические характеристики индийского Vento[27] и Polo Sedan российского производства[4] одинаковы.